# Джордж Дікарло
Джордж Дікарло (англ. George DiCarlo, 13 липня 1963) — американський плавець.
Олімпійський чемпіон 1984 року.